# Poryjewo
Poryjewo – dzielnica Hajnówki, do 1952 roku wieś w województwie podlaskim w gminie Hajnówka.
Wierni kościoła rzymskokatolickiego należą do parafii Świętych Cyryla i Metodego w Hajnówce.

## Historia
Dawna siedziba strzelca (1639 r.) uroczysko Poriwo od nazwy osobowej pierwszego mieszkańca tego uroczyska Porej. W 1797 r. wymienione grunty dwóch strzelców królewskich.
Za II RP należała do gminy Orla w powiecie bielskim w województwie białostockim. 13 kwietnia 1929 weszło w skład nowo utworzonej gminy Hajnówka w tymże powiecie, której 1 kwietnia 1930 nadano status gminy wiejskiej o miejskich uprawnieniach finansowych. Gmina Hajnówka przetrwała tylko ponad rok, bo już 30 czerwca 1930 zniesiono ją, a Poryjewo powróciło do gminy Orla.
16 października 1933 roku Poryjewo wraz z Judzianką i Górnem utworzyły gromadę Górne w gminie Orla.
1 października 1934 po raz drugi utworzono gminę Hajnówka, w związku z czym Poryjewo ponownie odłączono od gminy Orla i włączono do gminy Hajnówka.
Po II wojnie światowej Poryjewo zachowało przynależność administracyjną. 1 lipca 1952 gromadę Górne (z Górnem Poryjewem i Judzianką) zniesiono, włączając ją do miasta Hajnówki.

## Ulice
Poryjewo, Akacjowa, Dębowa, Daleka, Szosa Kleszczelowska